# جالفاو
جالفاو بلدية في ولاية سانتا كاتارينا في المنطقة الجنوبية من البرازيل.